# انریکو پاگانی
انریکو پاگانی (ایتالیایی: Enrico Pagani; ۷ سپتامبر ۱۹۲۹ – ۲ اکتبر ۱۹۹۸) بازیکن بسکتبال اهل ایتالیا بود.
از باشگاه‌هایی که در آن بازی کرده‌است می‌توان به المپیا میلان اشاره کرد.